# Паливні брикети

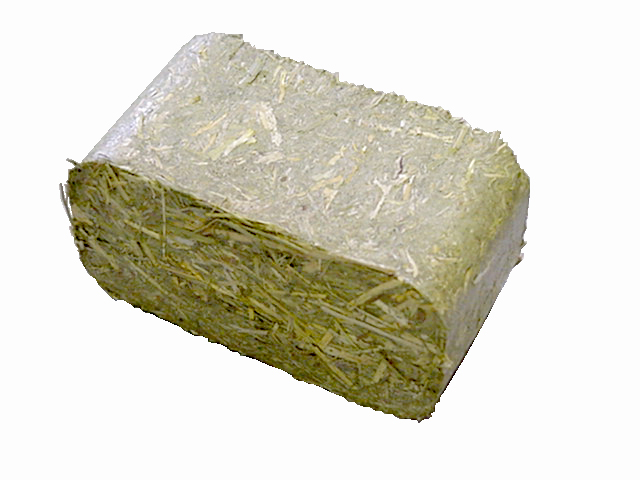

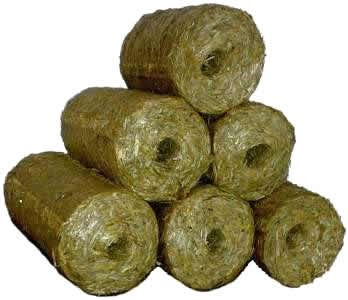

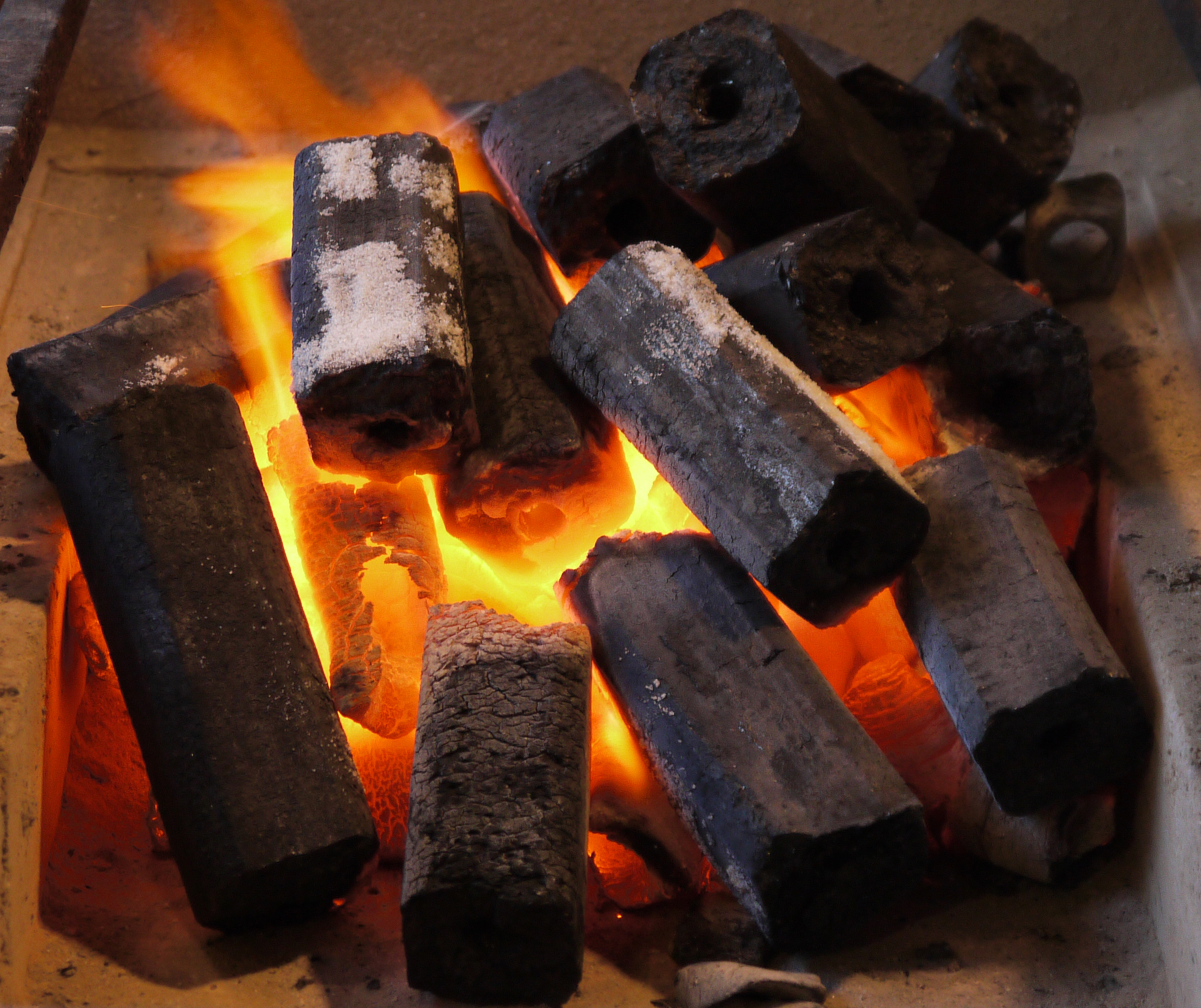

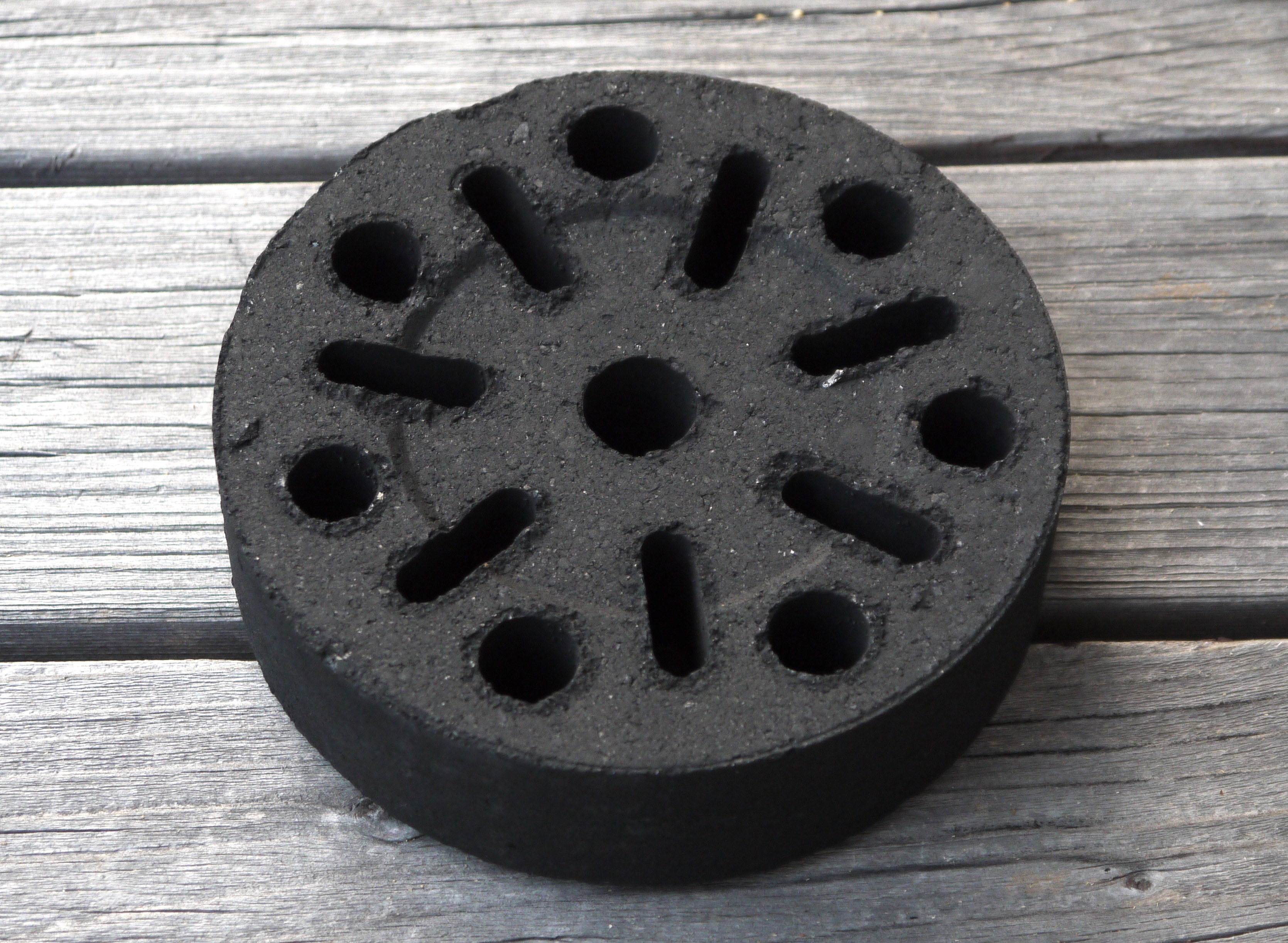

Паливні брикети або біобрикети — це вид твердого палива, альтернатива звичайним дровам або вугіллю, що представляє собою пресовану масу з відходів деревообробки (тирса, тріска, стружка тощо), сільського господарства (сіно, солома, листя, лушпиння соняшнику, рису, гречки, стебла кукурудзи та ін.), торфу, крихти кам'яного вугілля.

## Використання
Паливні брикети застосовуються в якості твердого палива для камінів і печей будь-яких видів, у тому числі твердопаливних, піролізних, котлів систем опалення. Так як паливні брикети екологічно чистий продукт і горять практично бездимно, ідеально використовувати їх для обігріву житлових приміщень, лазень, наметів, теплиць і т. д..
Виготовлення брикетів — хороша альтернатива прямому використанню соломи і деревних відходів у вигляді палива. Брикети виділяють більше тепла, ніж солома, тирса і тріска в чистому вигляді, збільшуючи коефіцієнт корисної дії котелень, не вимагають великих складських площ і при зберіганні не самозаймаються. Наприклад, при спалюванні 1 т деревних брикетів виділяється стільки ж енергії, скільки при спалюванні 1,6 т деревини, 480 м3 газу, 500 л дизельного палива або 700 л мазуту[джерело?].

## Типи паливних брикетів

### Руф
Прямокутні, в простолюдді їх називають «цеглинки» виготовляються на гідравлічних пресах при тиску 300—400 бар. Назва походить від назви компанії виробника обладнання для виготовлення таких брикетів RUF® GmbH & Co. KG. Переваги брикетів Руф — це їх естетичний вигляд, традиційна упаковка поліетиленові термозбіжні пачки, — зручно використовувати в камінах[джерело?].

### Нестро (рідко Нельсон)
Циліндричні брикети з радіальним отвором або без нього, виготовляються на гідравлічних або ударно-механічних пресах при тиску 400—600 бар. Переваги брикету Нестро в їх невибагливому (порівняно з іншими видами) виробництва і дешевизни готової продукції. Фасуються, як правило, в поліпропіленових мішках або біг-бегах[джерело?].

### Піні-Кей
4- або 6-гранні брикети з радіальним отвором, виготовляються на механічних (шнекових) пресах за допомогою поєднання дуже високого тиску — 1000—1100 бар — і термічної обробки. Брикети Піні-Кей за рахунок термічної обробки має характерний чорний або темно-коричневий колір зовнішньої поверхні. Їх переваги: стійкість до механічних пошкоджень, висока вологостійкість. Брикет відрізняється високою калорійністю і тривалим часом горіння[джерело?].

## Інтернет-ресурси
- The Legacy Foundation
- Kenya Briquette Industry Study (PDF). Архів оригіналу (PDF) за 3 березня 2016. Процитовано 24 січня 2013.